# Utopia Island
Utopia Island (ehemals Havana Nights Festival) war ein internationales Musikfestival für elektronische Musik. Über die Jahre hinweg entwickelte sich das Festival von einem reinen elektronischen Festival hin zu einem Cross-Over Festival mit einer breiteren musikalischen Ausrichtung (Elektro, Pop, Hip-Hop, EDM) auf verschiedenen Bühnen. Das  von der Klangfeld Live GmbH ausgerichtete Festival fand jährlich über drei Tage im Sommer am Aquapark bei Moosburg an der Isar (Bayern) in der Nähe des Flughafens München statt.

## Geschichte
Das Festival hat die Ursprünge im Jahr 2003 als eine Sportlerparty auf dem Sportgelände in Haag an der Amper stattfand. Sie wurde von den Fußballern des VfR Haag organisiert. Bei der nächsten Auflage 2007 wurde sie als Festival mit dem Namen Havana Nights bezeichnet. Im Laufe der Zeit traten bekanntere Künstler auf und die Besucherzahl wuchs. 2010 gab es vier Bühnen. Die Organisatoren schlossen sich zur Klangfeld GmbH zusammen. 2011 wurde die Kapazitätsgrenze des 16.000 Quadratmeter
großen Geländes erreicht (5.000 Besucher) und die Veranstalter bekamen daher aus Sicherheitsgründen (schmaler Zuweg) keine Genehmigung für weitere Festivals an diesem Standort. Des Weiteren kritisierten Anwohner die Lautstärke des Festivals.

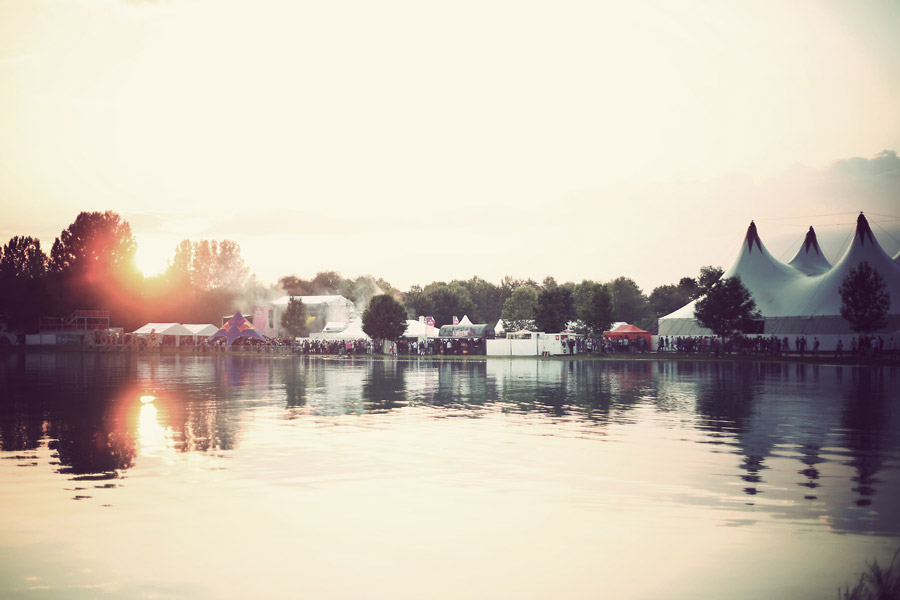
Blick auf See und Festival (2013)

Zwei Jahre später erfolgte die Umbenennung in Utopia Island und der Umzug an den Aquapark in Moosburg. Im ersten Jahr an neuem Ort wurde mit insgesamt rund 7.000 Besuchern gefeiert.
Im Jahr 2014 war das Festival mit erstmals fünf Bühnen und 8.000 Besuchern so gut wie ausverkauft. Bereits am Donnerstag, vor dem offiziellen Festivalstart, belagerten knapp 2.500 Gäste den Campingplatz.
Im Jahr 2015 wurde vor allem der Campingplatz erweitert, so dass an die 10.000 Gäste feierten.
Im Jahr 2016 stieg die Besucherzahl auf 11.500.
Im Jahr 2017 konnte ein neuer Besucherrekord mit 15.000 Besuchern erreicht werden. Getrieben durch das (Besucher)-Wachstum der vergangenen Jahre sollte das Musik-Spektrum nochmals erweitert werden um den Besuchern mehr Abwechslung bieten zu können. Utopia Island entwickelte sich zu einem Cross-Over-Festival, welches verschiedenste Musik-Genres in einem Festival verband. Neben elektronischer Musik wurde auch Musik aus den Genres Pop, Hip-Hop und EDM auf verschiedenen Bühnen angeboten.
Obwohl es 2017 einen Besucherrekord gab, war die Rezeption negativ. Vor allem die Infrastruktur war bei schlechtem Wetter der Besucherzahl nicht gewachsen. Die Veranstalter versprachen Abhilfe für das Festival 2018, brachen aber im Winter 2017 die Planung ab und vertrösteten Ticketbesitzer auf die Saison 2019.
Aber auch 2019 kam es zu keiner Neuplanung. Für 2020 war auf dem Gelände ein anderes Festival geplant.

## Konzept
Ziel des Festivals ist es national und international bekannte Künstler mit Nachwuchskünstlern aus der Region zusammenzubringen und ihnen somit wichtige Kontakte zu ermöglichen. Währenddessen sollen die Besucher die Möglichkeit haben eine Auszeit vom Alltag zu nehmen und in einer Urlaubs-Atmosphäre Spaß haben. Der Name des Festivals entstand in Anlehnung an den Roman Utopia von Thomas Morus und soll die Gleichheit aller Festival-Besucher betonen.

## Veranstaltungsgelände

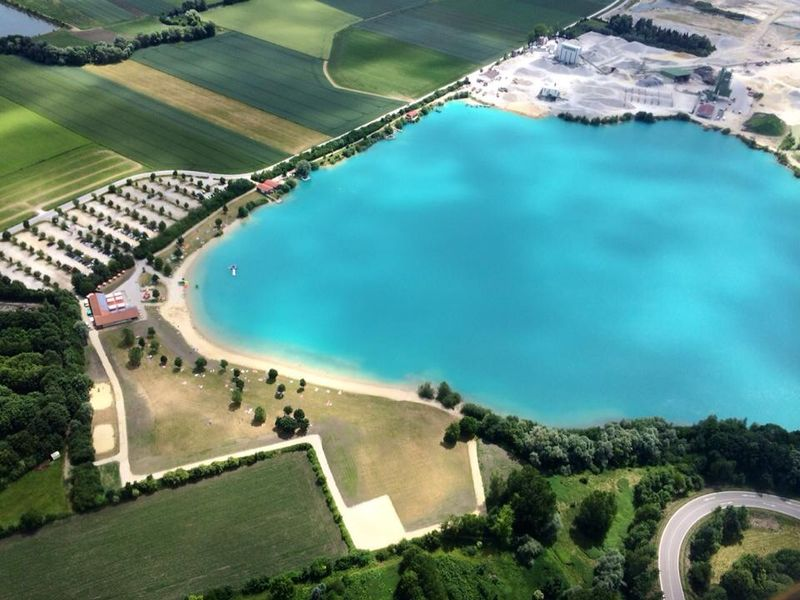
Der Aquapark in Moosburg

Als Veranstaltungsort dient der Aquapark in Moosburg an der Isar. Dort wird am Ufer des Baggersees gefeiert. Gründe für die Standortwahl waren die gute Verkehrsanbindung, die Größe des Geländes und der hohe Freizeitwert. Besucher dürfen auch auf dem Gelände campen. Die Veranstalter bieten Shuttlebusse zum Festivalgelände an. Zudem ist W-LAN kostenlos verfügbar. Es gibt zahlreiche gastronomische Angebote, einen Supermarkt, Bäcker und Floristen. Im Jahr 2015 wurde zusätzlich ein Riesenrad aufgebaut und es wurden Hubschrauberflüge über das Gelände angeboten. Die meisten Bühnen sind wettergeschützt in Zelten untergebracht, wo es begleitend zur Musik Laser-Visualisierungen gibt. Die fünf Bühnen tragen neben der Mainstage die Namen Aura, Seaside, Terra und Heart. Sie sollen die vier Elemente verdeutlichen und als fünftes Element die Liebe und sind entsprechend gestaltet.

## Musik
Das Programm umfasst beinahe den gesamten Bereich der elektronischen Musik wie Electro, Minimal Techno, Techno, House, Drum and Bass, Dubstep und Breakbeat. Es beinhaltet auch Künstler aus dem Bereich Indie/Alternative und Hip-Hop.

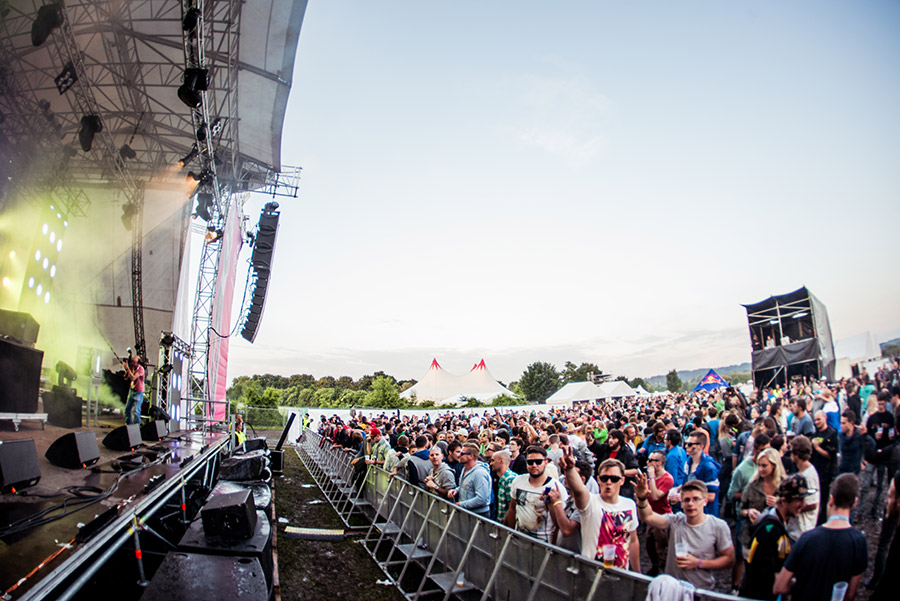
Die Mainstage (2013)

## Lineup

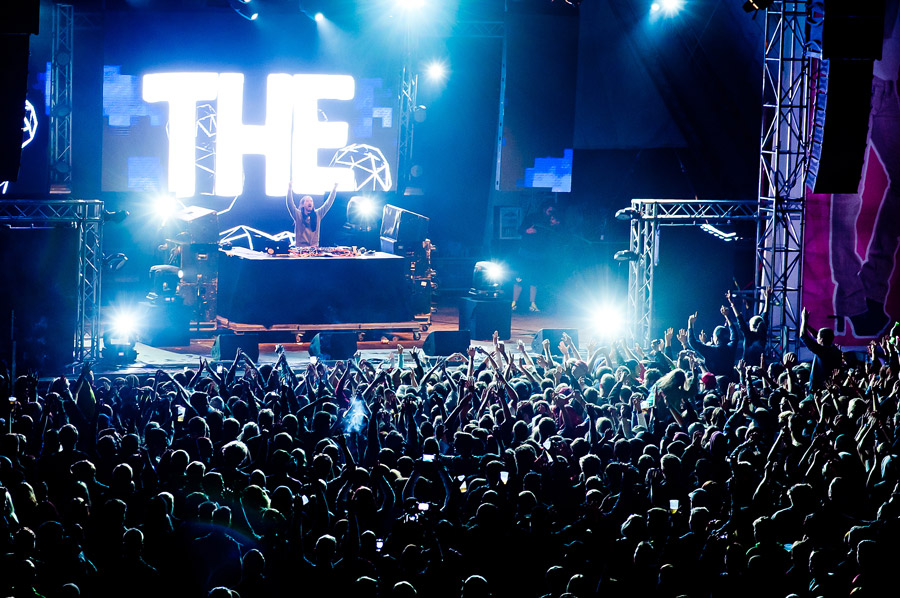
Steve Aoki bei Utopia Island (2013)

| Datum            | Besucher | Line-Up |
| ---------------- | -------- | --- |
| 25. – 26.06.2010 | 4.000    | André Galluzzi, DJ Tomcraft, Extrawelt, Felix Kröcher, Format:B, Fritz Kalkbrenner, Pascal FEOS, u. v. m. |
| 01. – 02.07.2011 | 6.000    | Anthony Rother, DJ Tomcraft, Ekkohaus, Felix Kröcher, Format:B, Guido Schneider, Lexy & K-Paul, Luna City Express, Lützenkirchen, Matthias Tanzmann, Moonbootica, Oliver Koletzki & Fran, Pascal FEOS, The Disco Boys, Tobi Neumann, u. v. m. |
| 28. – 29.06.2013 | 7.000    | Brodinski, Cyberpunkers, Deorro, Digitalism, Dominik Eulberg, Ellen Allien, Extrawelt, Felix Kröcher, Format:B, Frank Sonic, Kölsch, Lexy & K-Paul, Niconé, Northern Lite, Oliver Koletzki, Ostblockschlampen, Robert Babicz, Steve Aoki, Tiefschwarz, Tubbe, u. v. m. |
| 21. – 23.08.2014 | 8.000    | 2Many DJs, Adana Twins, Camo & Krooked, Captain Capa, Claire, Crookers, Dapayk & Padberg, Exclusive, Flux Pavilion, Frittenbude, HVOB, Kid Simius, Kölsch, Matthias Tanzmann, Milky Chance, Mr. Oizo, Nod One’s Head, OK Kid, Ostblockschlampen, Recondite, Roland Appel, Schlachthofbronx, Tube & Berger, u. v. m. |
| 13. – 15.08.2015 | 10.000   | Abby, Adana Twins, Âme, Bilderbuch, Chase & Status, Claptone, Crystal Fighters, Dominik Eulberg, Errdeka, Gin Ga, Gregor Tresher, I Heart Sharks, Kele, Kwabs, Mø, Ostblockschlampen, Recondite, Rødhåd, Roman Flügel, The Bloody Beetroots, The/Das, The Magician, Vitalic, WhoMadeWho, u. v. m. |
| 18. – 20.08.2016 | 12.000   | Bonaparte, Claire, Cosby, Dada Life, Dapayk, Deichkind, DJ Koze, Don Diablo, Einmusik, Frittenbude, Gorgon City, Gui Boratto, HVOB, Lena, Le Shuuk, Maceo Plex, Martin Solveig, Niconé, OK Kid, Ostblockschlampen, Paul Kalkbrenner, Rudimental, Sigala, Sigma, Simian Mobile Disco, Tube & Berger, Watermät, u. v. m. |
| 10. – 12.08.2017 | 15.000   | Martin Garrix, Marshmello, Marteria, K.I.Z, Art Department, ATB, Brennan Heart, Claptone, Deorro, Netsky, Nicole Moudaber, Tchami, Tinie Tempah, What So Not, Yellow Claw, Adana Twins, Andre Hommen, Chefket, Digital Farm Animals, DJ Bl3nd, Dominik Eulberg, Drunken Masters, Gabriel Ananda, Granada, Grandheft, Hito, Housekasper, Hucci, Jax Jones, Joel Mull, JP Cooper, Kris Kross Amsterdam, Le Shuuk, Martin Jensen, MK, Monkey Safari, Paul Ritch, Pig & Dan, Pretty Pink, Re.You, Route 94, Sam Feldt, Tinlicker |

## Wohltätiges
Die Verbundenheit zu den Fußballern zeigt sich unter anderem durch Spenden der Veranstalter an die Jugendabteilung des VfR Haag. Zudem bieten die Organisatoren Führungen über das Festivalgelände für Behinderte an.